# برايان مور (لاعب دوري الرغبي)
برايان مور (بالإنجليزية: Brian Moore)‏ هو لاعب دوري الرغبي أسترالي، ولد في 19 أبريل 1944، وتوفي في 26 أكتوبر 2014.